# 扁基荸荠
扁基荸荠（学名：Heleocharis fennica）为莎草科荸荠属的植物。分布于欧洲北部和中部、大西洋沿岸、西伯利亚东部、蒙古國以及中国大陆的黑龙江等地，生长于海拔900米至3,300米的地区，目前尚未由人工引种栽培。

## 异名
- Eleocharis fennica Pall. ex Kneuck. var. sareptana Zinserl.